# گزین‌طوطی‌ها
گزین‌طوطی‌ها یا طوطی‌های اکلکتوس (Eclectus) یک سرده از طوطی‌ها در راستهٔ طوطی‌سانان (Psittaciformes) است که از چهار گونه شناخته‌شده موجود با نام طوطی اکلکتوس و یک گونهٔ Eclectus infectus منقرض‌شده، به نام طوطی اکلکتوس اقیانوسیه تشکیل شده است. طوطی‌های اکلکتوس موجود، طوطی‌هایی با جثه متوسط بومی مناطق اقیانوسیه، به ویژه گینه نو و استرالیا هستند. نرها عمدتاً سبز روشن هستند، ماده‌ها عمدتاً قرمز روشن هستند. زمانی تصور می‌شد که اکلکتوس‌های نر و ماده گونه‌های متفاوتی باشند. وضعیت حفاظت از گونه‌های به‌جامانده در ردهٔ کمترین نگرانی است. طوطی اکلکتوس در اسارت خوب عمل می‌کند و حیوان خانگی بسیار محبوبی در سراسر جهان است.
در حال حاضر پنج گونه در این سرده شناخته شده است.